# 有賀美穂
有賀 美穂（ありが みほ、1975年10月27日 - ）は、日本のAV女優、ストリッパー。
東京都出身。身長159cm、B90、W58、H83。血液型A型。

## 略歴
1990年代に活動した。
1995年にデビュー。宇宙企画作品では有賀 みほ名義で出演。
2007年には、NEO ATLASの大物女優 幻の復刻版シリーズの第2弾に選ばれた。
特技は陸上競技。趣味はスキー、ボディボード
AV以外にもヌードグラビア、写真集も数多く発表。

## 作品

### アダルトビデオ（撮り下ろし）
1994年
- 極楽美乳（11月11日、英知出版 BEV87-40）※イメージビデオ

1995年
- ILLUSION（1月29日、宇宙企画 IF-46）※AVデビュー作
- Make Love（3月26日、宇宙企画 IF-50）
- 淫乳伝説（5月23日、宇宙企画 IF-59）
- 秘密のエロス（6月25日、宇宙企画 IF-63）
- 乱発うさぎ嬢（7月30日、宇宙企画 IF-68）
- 極太クライマックス（10月15日、宇宙企画 IF-77）

1997年
- 美昇（4月25日、宇宙企画 IM-55）
- VENUS あるSEXの詩（5月31日、宇宙企画 IM-60）
- 猥褻コスプレ（6月29日、宇宙企画 IM-64）
- 艶熟マリオネット（8月15日、トライハートコーポレーション SEA-013）
- オールヌード 世紀の全裸（10月1日、アトラス21 7A-101）
- AVアイドル伝説 有賀美穂（11月5日、アトラス21 7A-111）
- タマにはしゃぶりたい（11月28日、トライハートコーポレーション SEA-029）
- NEO出血大制服 37（12月25日、アトラス21 7A-124）

1998年
- 伝説崩壊（1月23日、トライハートコーポレーション SEA-035）
- 100% 有賀美穂（2月20日、トライハートコーポレーション SEA-039）
- 巨乳女子校生 こちらSEX捜査本部（3月27日、エイトマン）
- はみだし女教師　デカ乳系　巨乳学園再建計画（4月27日、エイトマン）
- 官民折檻の宴 女●蔵官僚レイプ（5月1日、アタッカーズ SHK-046）
- 処刑レイプ 狂った肉欲（5月27日、SAMM TSV-014）
- 美乳妻 有賀美穂（6月1日、笠倉出版社 AJV78-51）
- 女教師 淫獄 秘 授業（7月1日、アタッカーズ SHK-052）
- 巨乳女教師 監禁レイプ痴漢電車（7月8日、笠倉出版社 AJV78-59）
- 巨乳秘書レイプ浸け 3（7月22日、ミス・クリスティーヌ TMC-014）
- 有賀美穂ワールド（11月7日、笠倉出版社 AJV-7891）
- 巨乳秘書レイプ狂い 3（12月10日、h.m.p GTV03-55）

### アダルトビデオ（編集もの、BESTもの、 ほか）
1995年
- 秘蔵（12月31日、宇宙企画 FX-24）VHS ※宇宙企画から発売されたタイトルのベスト版 60分
  - 秘蔵 有賀みほ（2000年6月24日、宇宙企画 MDV-022）DVD ※宇宙企画から発売されたタイトルのベスト版 100分
  - 秘蔵 有賀みほ（2001年8月24日、宇宙企画 RMD-026）DVD ※宇宙企画から発売されたタイトルのベスト版 映像100分と静止画フォト50枚を収録 120分

1996年
- 宇宙企画DELUXE 夕樹舞子 里中あやか 中原美佑 有賀みほ 矢吹まりな 香坂ゆかり 北原梨奈 松田ちゆり（4月3日、宇宙企画 FX-26）全8名

1997年
- 月刊エロイデー 5 有賀みほ 宮崎まゆみ ほか（10月17日、トライハートコーポレーション CHL-102）全8名

1998年
- スーパーランジェリー濃縮20連発（9月10日、笠倉出版社 AJV78-77）全20名

1999年
- 女神たちの宝島 小室友里 有賀美穂 牧本千幸 舞田奈美 橘未稀（1月1日、フェアエスト GO-001）全5名
- 巨乳美人妻 愛の官能劇場 1（1月2日、笠倉出版社 AJV79-06）全15名
- NEO出血大制服 スーパーコレクション 5（1月15日、アトラス21 9A-011）全7名
- 憧れの若妻コレクションワイド70分（3月23日、笠倉出版社 AJV79-27）全10名
- 若奥様おしゃぶり中毒20連発（7月7日、笠倉出版社 AJV79-55）全20名
- 超巨乳痴漢電車 ワイド90分 2（8月26日、笠倉出版社 AJV79-66）全15名
- AV巨乳コレクション 1 小室友里 有賀美穂 樹まりこ ほか（9月4日、笠倉出版社 AJV79-78）全25名
- AV2000年120人の美女たち 1（11月7日、笠倉出版社 AJV79-94）全30名
- 美乳 Selection 眩しすぎるヴィーナス達（11月30日、アトラス21 9A-117）全9名

2000年
- セブン 7つの夜の物語（1月1日、ビデオバンク BNK-00021）全7名
- 淫乱ぐちゃ（3月22日、h.m.p VSV-006）全6名
- カリスマ Venus 有賀美穂（3月31日、DVD-net AOD-003R）
  - カリスマ Venus 有賀美穂（7月7日、メディアバンク AOD-011R）
- カリスマNo.1 有賀美穂（4月1日、笠倉出版社 AJV80-37）
- 宇宙企画2000PLATINUM（4月29日、宇宙企画 MDV-018）全10名
- 完熟美女濃縮20連発 DXランジェリーコレクション 2（5月24日、笠倉出版社 AJV80-40）全20名
- プレミアム大全集 美乳アイドル編（6月16日、メディアバンク AOD-013）全12名
- 女教師Selection（6月16日、メディアバンク AOD-015）全50名
- 巨乳100連発!! 2（7月10日、h.m.p IRV01-48）全12名
- BIG BUST CLUB（8月18日、アトラス21 AVD-034）DVD 全12名
  - BIG BUST CLUB（2001年4月1日、アトラス21 A01-041）VHS 全12名
- 宇宙企画2000 BOX PREMIUM（9月30日、宇宙企画 MDV-025）全20名
- RACE QUEEN（10月2日、ムーディーズ MDC-011）全7名
- アトラスMEGAMIX 2（10月13日、アトラス21 AVD-041）全18名
- POLICE セクシーポリスコレクション（12月1日、ムーディーズ MDC-015）全8名

2001年
- IDOL Collection（2月1日、ムーディーズ MDC-019）全10名
- 宇宙企画2000 PLATINUM（2月23日、宇宙企画 RMD-014）全10名
- NEO出血大制服 完全版 VOL.3（3月13日、アトラス21 A01-031）VHS 120分 全21名
  - NEO出血大制服 完全版 VOL.3（5月18日、アトラス21 AVD-059）DVD 130分 全22名
- 魅惑のドレスコレクション（5月1日、ムーディーズ MDC-025）全8名
- アクトレースクィーン（5月10日、ジーオーティー DAA-025）全7名
- Bodycon Angels（6月1日、ムーディーズ MDC-027）全9名
- コスプレ倶楽部 ボディコン編（6月7日、ジーオーティー DAA-029）全10名
- 女教師痴漢電車ベスト20 2（6月27日、笠倉出版社 AOV45-22）全20名
- 死夜悪THE BEST 1 女教師セレクト 舞田奈美 有賀美穂 相原リサ（7月1日、アタッカーズ DS-001）全3名
- Venus Re-mix Vol.5（8月31日、アルタ ALT-005）全6名
- フェアエストREMIX 2（10月19日、グラフィティジャパン FE-21）全17名
- タマにはしゃぶりたい SP（10月26日、トライハートコーポレーション SEA-237）全9名
- かわいいおクチでナニするの？（11月8日、ジーオーティー DDD-006）全10名
- AVアイドルに憧れて（11月30日、ジーオーティー DDD-15）全8名
- 爆乳ナース天国（12月7日、ディースリー DDD-071）全30名

2002年
- 女教師20年史（2月22日、デジタルドリーム）
- 堕天使の誘惑（4月11日、ジーオーティー DDD-026）全10名
- 女教師全裸巨乳番付（6月17日、笠倉出版社 AJV82-17）VHS 全16名
  - 女教師全裸巨乳番付（8月6日、笠倉出版社 AOV45-71）DVD 全16名
- A.I. ATLAS INTEGRAL（6月21日、アトラス21 AVD-100）全50名
- 死夜悪THE BEST 21 〜キャリアセレクト〜（10月8日、アタッカーズ ATKD-022）
- Atlas Adult Actress Vol.2 17人の謝激祭（10月11日、アトラス21 A02-101）全17名
- チャンネルH-3 奥までシビれた女たち（10月21日、ビデオバンク）
- SAMM BEST EROTICISM ULTRA HARD-CORE（11月21日、ビデオバンクBNDV-00074）全24名
- 宇宙企画Classic 有賀みほ（12月6日、宇宙企画 MDM-029）※「Make Love」「淫乳伝説」を収録
- AV20年史 Deluxe 1（12月20日、デジタルドリーム）

2003年
- 巨乳大全集 [4時間スペシャル]（1月10日、ビデオバンク BNDV-00088）全24名
- 淫と美の白衣 〜濡れたカルテ〜 秋本優奈 有賀美穂 麻宮淳子（1月10日、ジーオーティー/ラブレッスン KLL-014）全3名
- 巨乳20年史 Deluxe（1月24日、デジタルドリーム DAJ-003）全100名
- 爆乳ナース＆女医 Deluxe（2月14日、デジタルドリーム DAJ-006）全17名
- 女教師痴漢電車 DELUXE（4月11日、デジタルドリーム DAJ-009）全40名
- 宇宙企画Classic 有賀みほ 2（5月9日、宇宙企画 MDM-043）※「秘密のエロス」「乱発ウサギ姫」を収録
- 宇宙企画Classic BEST REMIX 3（7月4日、宇宙企画 MDM-048）全12名
- NEO出血大制服 ノーカット VOL.7（11月28日、アトラス21 BVD-022）全4名
- 淫女伝説 VOL.4 18人の巨乳娘たち（11月28日、笠倉出版社 NOV-2454）全18名

2004年
- 宇宙企画Classic 有賀みほ 3（2月13日、宇宙企画 MDO-006）※「ILLUSION」「極太クライマックス」を収録
- ATLAS TWENTY ONE（8月20日、アトラス21 AVD-200）※アトラス10周年、200タイトル目達成記念作品
- 死夜悪珠玉の作品集2 〜アタッカーズ7年の軌跡〜 有賀美穂 川浜なつみ ほか（9月8日、アタッカーズ ATKD-058）全200名以上
- 人妻・若妻・美乳妻20年史 デラックス（10月15日、デジタルドリーム DAJ-047）全15名

2005年
- 宇宙企画Classic 有賀みほ 4（4月15日、宇宙企画 MDO-028）※「VENUS」「美昇」「猥褻コスプレ」を収録

2006年
- 有賀美穂 HISTORY（5月26日、アトラス21 AVD-315）※「オールヌード」「AVアイドル伝説」「NEO出血大制服」を収録
  - 有賀美穂 HISTORY（2014年2月28日、アトラス21 AVD-004）※「オールヌード」「AVアイドル伝説」「NEO出血大制服」を収録
- 独占 女優2 14人4時間Deluxe（6月16日、デジタルドリーム DDD-261）全14名
- The Best of No.1 有賀美穂 Deluxe（7月14日、デジタルドリーム DAJ-076） 
  - The Best of No.1 有賀美穂 Deluxe（2014年2月20日、メディアバンク DAJ-T006）

2007年
- 大物女優 幻の復刻版 有賀美穂（2月13日、ネオアトラス UQUV-022）
- 美乳美女4時間（12月19日、A-BOX ABOD-197）全12名

2008年
- AV殿堂作品!!S級女優COLLECTION8時間 VOL.2（1月19日、A-BOX）
- 超過激！人気女優コスプレFUCK8時間（2月19日、A-BOX ABOD-221）全12名
- ATTACKERS 女優名鑑2（12月7日、アタッカーズ）
- 宇宙企画 The Complete till 2008 完全限定版（12月26日、宇宙企画 MDS-532）全100名

2009年
- あの人気女優のコスプレFUCK 8時間（3月7日、北都 EZIX-001）全13名

2019年
- 伝説の大女優 エグすぎ闇流出 5枚組 20時間 vol．1（7月26日、アトラス21 EZIX-001）全5名

発売年不明
- FINAL Super裏Secret 川浜なつみ 金沢文子 あいだもも 上原あやか 有賀美穂 ほか（染夜エンタープライズ FSS-009）VHS 多数出演
- ムーディーズダイジェスト 2（ムーディーズ MDD-02）VHS 全7名
- コスチューム・ショック 有賀美穂（ムーディーズ MDS-09）VHS
- 連発ZAURUS GOLD 12（ワイルド・セブン RZG-012）VHS 多数出演
- 連発ZAURUS GOLD 13（ワイルド・セブン RZG-013）VHS 多数出演
- 連発ZAURUS GOLD 14（ワイルド・セブン RZG-014）VHS 多数出演
- 女優ベストセレクション 7 麻生早苗 有賀美穂 水野愛（アバンチュール BZ-007）DVD 全3名

### 映画
- 連弾（2001年3月31日公開、松竹）監督:竹中直人 - セクシー娘 役 [4]
- I.K.U.（2001年5月3日公開、アップリンク）監督:シュー・リー・チェン - REIKO4 役 [5]

### オリジナルビデオ作品
- 女教師監禁奴隷!（1998年10月1日、ピンクパイナップル）監督:片岡修二 - 主演・桜庭真奈美 役 [6]

## 書籍

### 写真集
有賀みほ名義
- APHROHITE（1994年10月、英知出版、撮影：前場輝夫）ISBN 978-4754213817
- BURST（1995年6月、英知出版、撮影：木村智哉）ISBN 978-4754213930

有賀美穂名義
- オマージュ（1997年11月20日、リイド社、撮影：平田友二）ISBN 978-4845814954
- EROVOGUE（1998年12月25日、新潮社、撮影：伴田良輔）全6名 ISBN 978-4104274017
- MIHO（2000年1月1日、ぶんか社、撮影：小野麻早）ISBN 978-4821123124
- アサヒ芸能スペシャル naughty! 美女は淫らである。 若菜瀬奈 美輪はるな 小室友里 有賀美穂 ほか（2000年1月20日、徳間書店、撮影：伴田良輔）全10名 ISBN 9784197100880
- 沢渡朔作品集「万華鏡」（2000年1月、フリーダム・エフ、撮影：沢渡朔）

### 雑誌
- おとこの遊艶地 1998年1月号（リイド社）